# Fabriqué
Albums de Marc Lavoine
Marc Lavoine
(1985) Live à la Cigale
(1988)
Singles
1. Même si
Sortie : 1987
2. Le monde est tellement con
Sortie : 1987
3. Qu'est-ce que t'es belle
Sortie : 1988
4. Si tu veux le savoir
Sortie : 1988

Fabriqué est le second album de Marc Lavoine sorti en 1987 en France.

## Liste des titres
| No  | Titre                                                | Auteur                                          | Durée |
| --- | ---------------------------------------------------- | ----------------------------------------------- | ----- |
| 1.  | Le monde est tellement con                           | Marc Lavoine, Fabrice Aboulker                  | 3:11  |
| 2.  | L'Amour décadent                                     | Marc Lavoine, Fabrice Aboulker                  | 3:29  |
| 3.  | Qu'est-ce que t'es belle (duo avec Catherine Ringer) | Marc Lavoine, Patrice Mithois, Fabrice Aboulker | 4:10  |
| 4.  | Lettre à personne                                    | Marc Lavoine, Fabrice Aboulker                  | 3:54  |
| 5.  | Flirt                                                | Marc Lavoine, Fabrice Aboulker                  | 3:49  |
| 6.  | Même si                                              | Marc Lavoine, Fabrice Aboulker                  | 5:01  |
| 7.  | Échange moi contre toi                               | Marc Lavoine, Fabrice Aboulker                  | 3:40  |
| 8.  | Fabriqué                                             | Marc Lavoine, Fabrice Aboulker                  | 3:20  |
| 9.  | Si tu veux le savoir (nouvelle version)              | Marc Lavoine, Fabrice Aboulker                  | 4:04  |
| 10. | Larme blanche                                        | Marc Lavoine, Fabrice Aboulker                  | 5:15  |

## Crédits
- Fabrice Aboulker - claviers, programmation batterie, synthétiseur
- Jean-Philippe Bonichon - mixage
- Patrick Bourgoin - saxophone
- Comme Ça - design
- Marc Lavoine - chanteur, chœurs
- Basile Leroux - guitare
- Carole Rowley - chœurs
- Elaine Stive - chœurs
- Pascal Stive - arrangements, claviers, programmation batterie, synthétiseur
- Studio Noir Et Blanc - photographie

- Mixé au Studio Marcadet, Paris